# Halticoptera peruviana
Halticoptera peruviana är en stekelart som beskrevs av De Santis 1987. Halticoptera peruviana ingår i släktet Halticoptera och familjen puppglanssteklar.
Artens utbredningsområde är Peru. Inga underarter finns listade i Catalogue of Life.